# Płaskosz galasowaty różanecznika
Płaskosz galasowaty różanecznika (Exobasidium rhododendri (Fuckel) C.E. Cramer) – gatunek grzybów z rodziny płaskoszowatych (Exobasidiaceae).

## Systematyka i nazewnictwo
Pozycja w klasyfikacji według Index Fungorum: Exobasidium, Exobasidiaceae, Exobasidiales, Exobasidiomycetidae, Exobasidiomycetes, Ustilaginomycotina, Basidiomycota, Fungi.
Po raz pierwszy opisał go w 1874 r. Leopold Fuckel nadając mu nazwę Exobasidium vaccinii var. rhododendri. Obecną, uznaną przez Index Fungorum nazwę nadał mu w tym samym roku Carl Eduard Cramer. Synonimy:
- Exobasidium vaccinii var. rhododendri Fuckel 1874
- Exobasidium vaccinii f. rhododendri (Fuckel) W. Voss 1891[2].

Polską nazwę zarekomendowała Komisja do spraw polskiego nazewnictwa grzybów.

## Charakterystyka
Grzyb pasożytniczy rozwijający się na różanecznikach. Tworzy na ich liściach kuliste lub bulwiaste galasy, które mogą osiągnąć wielkość orzecha włoskiego. Mają falistą powierzchnię, barwę jasnożółto-zieloną, różową do czerwonej. Grzybnia rozwija się wewnątrz rośliny żywicielskiej. Pomiędzy jej komórkami ze strzępek tworzących grzybnię wyrastają wydłużone, szerokie podstawki, tworzące od dwóch do trzech zarodników na krótkich trzonkach. Patogen nie wytwarza owocników. Jego hymenium pokrywa całą górną powierzchnię galasów. Dojrzałe zarodniki zwykle są septowane.
Znane jest występowanie tego gatunku w Ameryce Północnej, Europie, Azji i na Nowej Gwinei. W Polsce jest gatunkiem obcym. Po raz pierwszy zanotowano jego wystąpienie w 1916 roku. Jest gatunkiem zawleczonym przypadkowo wraz z importowanymi sadzonkami różaneczników. Występuje na wszystkich zimozielonych gatunkach i odmianach różanecznika.